# Marxzell
Marxzell är en kommun i Landkreis Karlsruhe i regionen Mittlerer Oberrhein i Regierungsbezirk Karlsruhe i förbundslandet Baden-Württemberg i Tyskland. Kommunen bildades 1 januari 1971 genom en sammanslagning av kommunerna Burbach, Pfaffenrot och Schielberg.